# 吸血鬼ドラキュラ (1958年の映画)
『吸血鬼ドラキュラ』（きゅうけつきドラキュラ、原題：Dracula、アメリカ公開題名： Horror of Dracula）は、1958年のイギリスのハマー・フィルム・プロダクション製作の映画。ブラム・ストーカー原作の『吸血鬼ドラキュラ』の映画化。ホラー映画史上屈指の傑作として名高い。戦後ホラーの黄金コンビとされるピーター・カッシングとクリストファー・リーの共演作で、監督はテレンス・フィッシャー。初のカラーフィルムによるドラキュラ映画でもある。

## ストーリー
1885年、ジョナサン・ハーカーは吸血鬼であるドラキュラ伯爵を退治すべく、司書としてトランシルヴァニアのドラキュラ城を訪れる。女性に「助けて、ここから出して」と頼まれる。しかし、女性は既に吸血鬼の毒牙にかかっていて、首を噛まれてしまう。やがて意識を回復した彼は、地下の墓所に入り、そこで石棺に横たわる女と伯爵の姿を発見する。ジョナサンは先端を鋭くとがらせた鉄棒を取り出し、女の心臓部に力をこめて打ち込むと、たちまち老婆になる。こうすることによってのみ、ドラキュラの魔力から女性を解放し、永遠の安息を死体に得させることができる。暗闇の中で襲いかかった伯爵のために、彼も命を絶たれる。ジョナサンの死体と日記を発見した親友の医師ヴァン・ヘルシング博士であったが、既にドラキュラは城を発った後だった。ドラキュラはハーカーの婚約者ルーシーを狙っていた。
ルーシーの元を訪れたヘルシングだが、病床にある彼女も既にドラキュラの毒牙に犯されつつあった。ヘルシングはルーシーの兄アーサー・ホルムウッドと妻のミナにルーシーを守るべく、窓を閉め、ニンニクの花を飾るように助言するが、ルーシーに懇願された召使いゲルダによって片付けられ、虚しく絶命してしまう。しかも、埋葬されたルーシーは吸血鬼と化して復活し、幼い子どもを狙う。ヘルシングは訝しがるアーサーに吸血鬼の脅威を説明、ルーシーの胸に杭を打ち込む事によりその魂を解放した。アーサーも納得し、ヘルシングと共にドラキュラとの闘いに挑む決意をするが、ドラキュラは次にミナを狙う。城に連れ去られた彼女を、生きているうちに救うため後を追ったヘルシングとアーサーは、ドラキュラを朝の神聖な陽光にさらし、燭台で作った十字架をかざして追い詰めた。数百年の間生き血を吸いつづけてきた吸血鬼は、太陽の光のもとにみるみる一塊の灰と化した。ミナは死の寸前に救われた。

## 製作

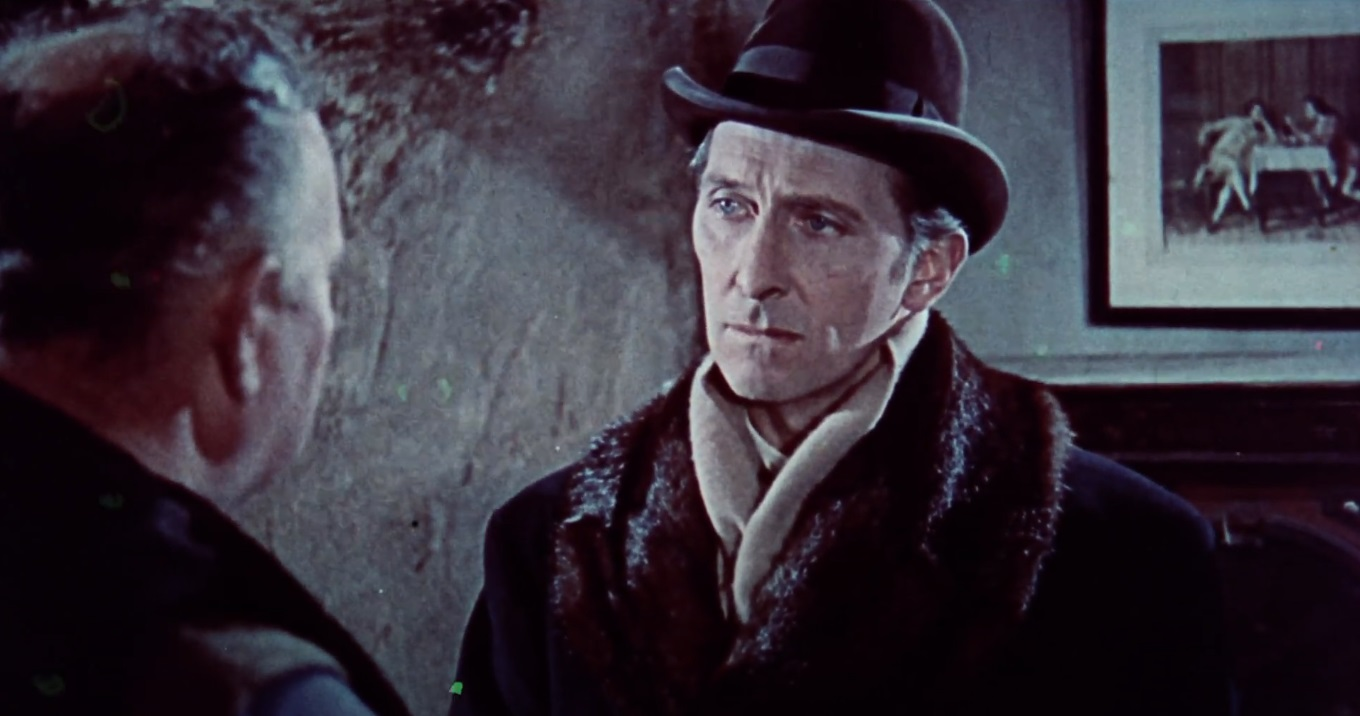
カッシング扮するヘルシング博士

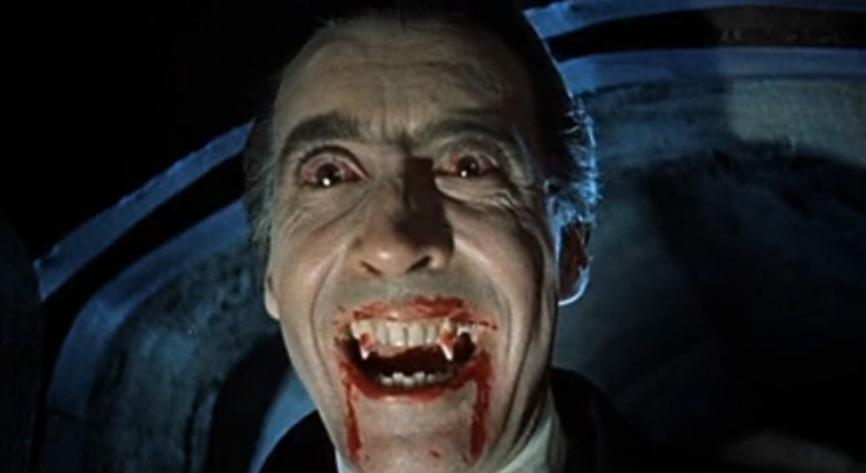
リー扮するドラキュラ伯爵

本作はイギリスのハマー・フィルム・プロダクションが1957年に制作・公開した『フランケンシュタインの逆襲』の大ヒットを受け、その翌年1958年に制作した古典派ホラー第二弾である。『フランケンシュタイン』と並ぶユニバーサル映画の名作ホラー『魔人ドラキュラ』（1931年）のリメイク的位置付けの作品で、同作以来のブラム・ストーカーによる小説『吸血鬼ドラキュラ』の映画化作品。
主要スタッフ・キャストは前作『フランケンシュタインの逆襲』とほぼ同様の人材が起用され、ピーター・カッシングが吸血鬼ハンターのヴァン・ヘルシング役で主演、ドラキュラ伯爵はクリストファー・リーが演じた。監督も同じくテレンス・フィッシャー。興行収入では前作を上回る世界的ヒットとなり、ハマー・フィルムをクラシックホラー映画の名門に押し上げ、フィッシャーをホラーの名匠とした。また、カッシングとリーは共に世界的知名度を持つ怪奇映画の大スターとなり、以降も多くの作品で共演（通算22本）、この分野の黄金コンビと称されるようになった。ドラキュラ役のリーが主演と記述される事も多いが、前作同様に主演はカッシングである。
『フランケンシュタインの逆襲』では破滅へ向かう狂気の科学者を演じたカッシングは、本作では一転して吸血鬼の恐怖と闘う正義の博士を演じ、当たり役とした。また、前作ではグロテスクなメイクで言葉をしゃべらない怪物役であったリーが、本作では風格と迫力溢れる伯爵を演じ絶賛された。リーはその後も多く作品でドラキュラを演じ、『魔人ドラキュラ』のベラ・ルゴシと並び立つ、戦後を代表するドラキュラ俳優となっていく。
演出面でもゴシックホラーのクラシカルな雰囲気に、スピード感溢れる展開を融合させた吸血鬼映画の代表作として、またホラー映画史上屈指の傑作として、現在でも高い評価を受けている。本作の好評に伴い、ハマーはその後1974年まで、本作を含めて合計9本のドラキュラシリーズ作品を製作した。（後述）

## キャスト

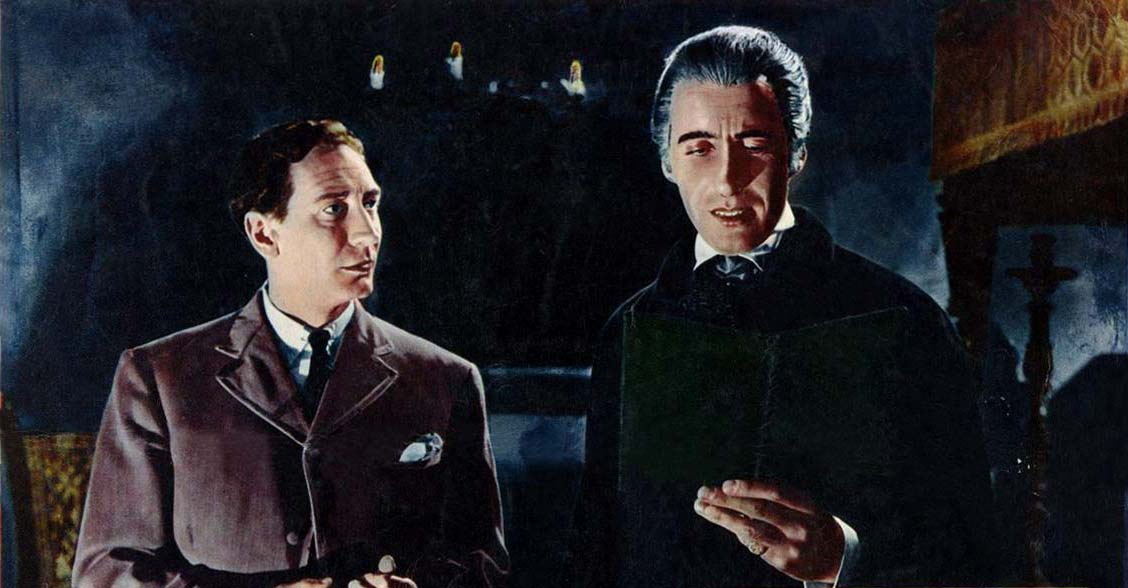

※括弧内は日本語吹き替え（初回放送1969年（昭和44年）8月10日NET（現テレビ朝日）、DVDに日本語吹き替えは収録されていない）
- ヴァン・ヘルシング博士：ピーター・カッシング（声：横森久）
- ドラキュラ伯爵：クリストファー・リー（声：松宮五郎）
- アーサー・ホルムウッド：マイケル・ガフ（声：外山高士）
- ミナ・ホルムウッド：メリッサ・ストリブリング（声：瀬能礼子）
- ジョナサン・ハーカー：ジョン・ヴァン・アイゼン（声：矢島正明）
- ルーシー：キャロル・マーシュ
- ゲルダ：オルガ・ディッキー（声：麻生美代子）
- タニア：ジャニーナ・フェイ
- ドクター・セワード：チャールズ・ロイド・パック（声：辻村真人）
- 葬儀屋：マイルス・マルソン（声：辻村真人）
- 女吸血鬼：ヴァレリー・ガウント（声：来宮良子）
- 警官：ジョージ・メリット（声：大宮悌二）
- インシュタット通行所の官吏：ジョージ・ベンソン
  - 日本語吹替その他：古谷徹

## スタッフ
- 監督：テレンス・フィッシャー
- 脚本：ジミー・サングスター
- 製作：アンソニー・ハインズ
- 製作総指揮：マイケル・カレラス
- 製作補：アンソニー・ネルソン＝キーズ
- 原作：ブラム・ストーカー
- 音楽：ジェームズ・バーナード
- 撮影：ジャック・アッシャー
- 美術：バーナード・ロビンソン
- 編集：ビル・レニー
- スタント：ノッシャー・パウエル
- 制作：ハマー・フィルム・プロダクション
- 日本語字幕翻訳(DVD)：林完治
- DVD販売元：ワーナー・ホーム・ビデオ

## 日本公開版
日本で初公開された際、オリジナルには無いカットが含まれている別編集版が上映されていた。
現在確認されている物では、ラストのドラキュラが滅びるシーンで、ドラキュラの体が灰になっていくカットが長くなっていたり、リーの顔に特殊メイクを施したカットが挿入されている（オリジナルは、灰になったダミーヘッドのみ）。
また、ドラキュラがミナの寝室で彼女の血を吸うシーンでも、日本版のみのカットがある。
特殊メイクのカットは、特殊効果のシドニー・パーソンが本編撮影終了後に、別撮りしたものである。テレンス・フィッシャーは別バージョンの存在について「撮った覚えが無いよ」と発言しており、本人の記憶違いか、撮影自体に参加していなかったかのどちらかと思われる。
日本版のフィルムは全9巻のうち、後半の6～9巻が現存しており、東京国立近代美術館フィルム・センターが所有している。
イギリスでは2013年のブルーレイ・DVDコンボセットに、オリジナルに日本版のカットを再編集したバージョンと、現存する日本版を収録している

## シリーズ作品
1. 吸血鬼ドラキュラ (1958年) ＊本作
2. 吸血鬼ドラキュラの花嫁 (1960)
3. 凶人ドラキュラ (1966)
4. 帰って来たドラキュラ (1968)
5. ドラキュラ 血の味 (1970)
6. 血のエクソシズム/ドラキュラの復活 (1970)
7. ドラキュラ'72 (1972)
8. 新ドラキュラ/悪魔の儀式 (1973)
9. ドラゴンvs7人の吸血鬼 (1974)

本作の好評によりハマーの看板シリーズとして8本の後継作品が作られたが、その系譜はやや変則的である。2は1の続編だがドラキュラは登場せず、ヘルシングがドラキュラの使徒である吸血鬼と闘う内容。6年の空白期間を経て制作された3から6までは復活したドラキュラが主役でヘルシングは登場しない。7.8では1以来のリーとカッシングの共演が実現するが、（製作当時の）現代に蘇ったドラキュラが、ヴァン・ヘルシングの子孫と闘う異色作。9は中国を舞台にヘルシングとドラキュラが闘う更なる異色作で、リーは8を最後にドラキュラ役の引退宣言をした為、ドラキュラはジョン・フォーブス・ロバートソンが演じている。他にハマーは、女吸血鬼やサーカス団をあしらった吸血鬼映画も製作している。